# Solva (Regno Unito)

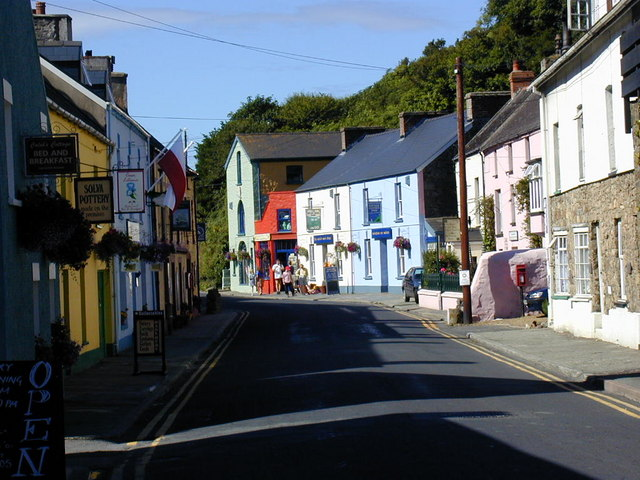
Edifici di Solva

Solva (in gallese: Solfach o anche Solfa; 1.400 ab. ca.) è una località balneare del Galles sud-occidentale, facente parte della contea del Pembrokeshire (contea cerimoniale: Dyfed) e del Pembrokeshire Coast National Park e situata lungo l'estuario del fiume omonimo, di fronte alla St Bride's Bay (Mare Celtico).

## Etimologia
Il villaggio ha preso il nome dal fiume omonimo, chiamato in gallese Solfach e formato dal termine salw, che significa "povero", e dal suffisso -ach, presente in molti nomi di fiumi.

## Geografia fisica
Solva si trova tra Porthclais e Penycwm (rispettivamente ad est della prima e ad ovest della seconda), a circa 5 km ad est di St David's.
Il villaggio è formato da due parti ben distinte, Upper Solva e Lower Solva.

## Storia
I primi insediamenti umani in zona risalgono almeno all'Età del Ferro.
Agli inizi del XIX secolo, la località era uno dei principali centri per

## Economia

### Turismo
La località è frequentata dagli amanti dei tuffi e del kayak.

## Edifici e luoghi d'interesse

### The Gribin
All'ingresso del porto di Solva si trova una delle attrattive turistiche di Solva, ovvero il promontorio chiamato The Gribin. Il terrapieno fu costruito nell'Età del Ferro.

### Solva Woollen Mill
Il Woollen Mill, noto anche come Middle Mill e situato ad un miglio dal centro cittadino, è uno dei due unici mulini tuttora esistenti nel Pembrokeshire: costruito a St David's, fu trasferito a Solva nel 1907.

## Feste & Eventi
- Easter Monday Duck Race[1]